# Paula Brancati
Paula Brancati (ur. 6 czerwca 1989 w Kanadzie) – kanadyjska aktorka filmowa i telewizyjna.

## Filmografia
- 2008: Being Erica jako Jenny
- 2008: Heartland jako Kerry-Anne
- 2007–2008: Degrassi: Nowe pokolenie jako Jane
- 2007: Wskakuj! jako Gina
- 2006: Angela's Eyes jako Natalie
- 2006: Piękne mleczarki jako Sarah Van Dyke
- 2005: Bezcenna Jane jako młoda Jane Elizabeth Browning
- 2005: The Blobheads jako Melissa
- 2005: Life With Derek jako kuzynka Vicky
- 2004: Kevin Hill
- 2004–2006: Mroczna przepowiednia jako Cally Stone/Violet
- 2003: Cold Creek Manor jako Stephanie Pinski
- 2003: Veritas jako Hayley
- 2003: The Blobheads jako Melissa
- 2003–2005: Radiostacja Roscoe jako Veronica
- 1999: The Strip
- 1999: Ricky's Room jako Tara